# Charles Bolden
Charles Frank Bolden, Jr. (* 19. srpna 1946, Columbia, South Carolina, Spojené státy americké) je bývalý americký astronaut, pěchotní generál Armády Spojených států. Od 17. července 2009 do 20. ledna 2017 zastával funkci ředitele NASA.

## Vzdělání a zaměstnání
Absolvoval střední školu Johnson High School in Columbia, South Carolina v roce 1964, pak pokračoval ve studiu na US Naval Academy, kde zdárně zakončil v roce 1968. Dále studoval na University of Southern California, zde skončil roku 1977. Nakonec absolvoval výcvik zkušebních pilotů, ten zakončil v roce 1979. Poté jako vojenský letec absolvoval stovku letů ve válce ve Vietnamu.
Je ženatý s Alexis, rozenou Wolkerovou, mají spolu dvě děti, Che a Kelly.

## Kariéra u NASA
Od roku 1980 absolvoval výcvik astronautů u NASA a v letech 1986 až 1994 v raketoplánu letěl 4× do vesmíru. Strávil na oběžné dráze Země 28 dní a 8 hodin. Byl 196. člověkem ve vesmíru.
Absolvoval tyto mise:
- STS-61C , 12. leden 1986 – 18. leden 1986, u COSPAR přiděleno číslo 1986-003A
- STS-31, 24. duben 1990 – 29. duben 1990, COSPAR 1990-037A
- STS-45, 24. březen 1992 – 2. duben 1992, COSPAR 1992-015A
- STS-60, 3. únor 1994 – 11. únor 1994, COSPAR 1994-006A

Z týmu astronautů odešel v červenci 1994.
V roce 2009 jej prezident USA Barack Obama jmenoval ředitelem NASA. 12. ledna 2017 oznámil svou rezignaci, jako ředitel NASA skončil 20. ledna. Zastupujícím ředitelem se stal Robert M. Lightfoot, Jr..

## Vyznamenání
- Defense Distinguished Service Medal
- Defense Superior Service Medal
- Legion of Merit se zlatou hvězdou
- Distinguished Flying Cross
- Defense Meritorious Service Medal s bronzovým dubovým listem
- Air Medal s jednou zlatou hvězdou a číslem 8
- Navy Unit Commendation
- NASA Outstanding Leadership Medal
- NASA Exceptional Service Medal s dvěma zlatými hvězdami
- NASA Space Flight Medal se třemi zlatými hvězdami
- Medaile za službu v národní obraně s bronzovou hvězdou
- Medaile za službu ve Vietnamu s dvěma bronzovými hvězdami
- Marine Corps Recruiting Ribbon
- Medaile za tažení ve Vietnamu (Jižní Vietnam)